# 503-й парашутно-десантний полк (США)
503-й парашу́тно-деса́нтний полк армії США (англ. 503rd Parachute Infantry Regiment (PIR)) — військова частина повітряно-десантних військ США. Один з найславетніших полків, удостоєний багатьох нагород часів Другої світової війни та війни у В'єтнамі. Сьогодення полк входить до складу 173-ї повітряно-десантної бригади.

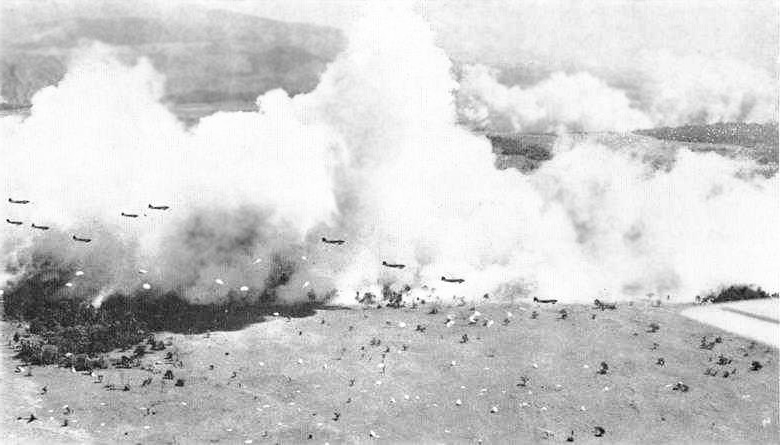
Військово-транспортні літаки С-47 (під прикриттям димової завіси) здійснюють десантування 503-ї бойової парашутно-десантної полкової групи в Наджабі. Папуа Нова Гвінея. 5 вересня 1943

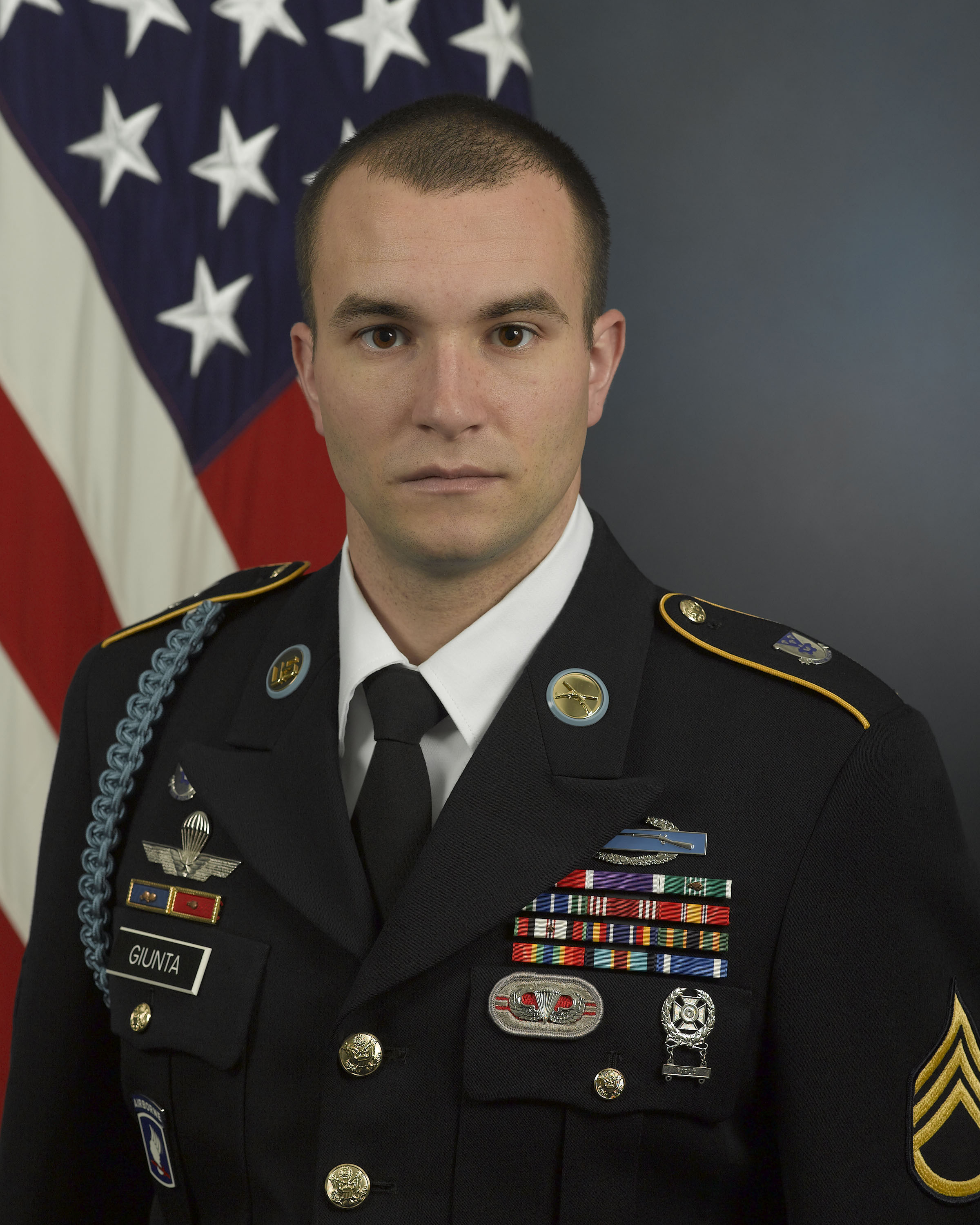
Штаб-сержант Сальваторе Джюнте — останній з нагороджених Медаллю Пошани